# Kartlis Deda
La Kartlis Deda o la Madre de Kartli (en georgiano: ქართლის დედა) es un monumento en la capital de Georgia, Tiflis que se ha convertido en un símbolo de la ciudad. La estatua fue erigida en la cima de la colina Sololaki en 1958, año en que Tiflis celebró su 1.500 aniversario. El prominente escultor georgiano Elguja Amashukeli diseñó la figura de aluminio de veinte metros de una mujer en el traje nacional de Georgia. Ella simboliza el carácter nacional de Georgia: en su mano izquierda sostiene un recipiente de vino y "saluda" a los que vienen como amigos, y en su mano derecha posee una espada para aquellos que vienen como enemigos.

## Simbolismo
Ella simboliza el carácter nacional georgiano: en su mano izquierda sostiene un cuenco de vino para recibir a aquellos que vienen como amigos, y en su mano derecha hay una espada para aquellos que vienen como enemigos.

## Historia
En 1966, Elguja Amashukeli fue galardonado con el Premio Estatal Shota Rustaveli por esta escultura. Él llamó a la estatua "Capital", y comúnmente se conoció como "Madre de Kartvel". Los accesorios de la escultura, la copa de vino y la espada, son una expresión de la historia de nuestra ciudad, Tbilisi, las interminables batallas con los enemigos y la acogida de huéspedes amistosos.
La estatua original erigida en la colina Sololaki en 1958 era una estatua alegórica de madera que decoraría temporalmente la capital. Más tarde se decidió que fuera permanente y la textura de madera fue cubierta con aluminio en 1963 para limitar los daños ambientales. En 1997, la vieja estatua fue reemplazada por una nueva.

## Galería

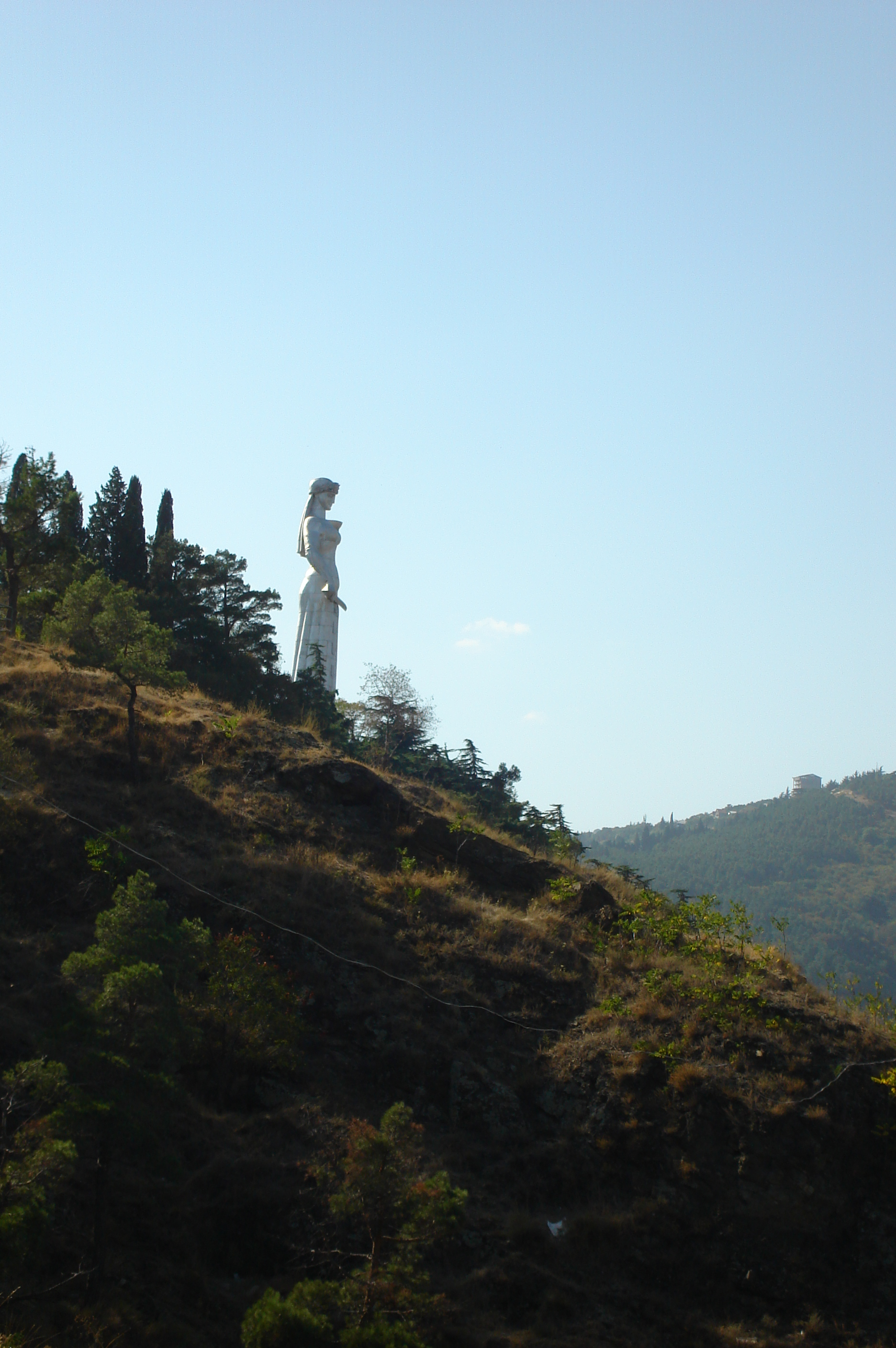
Vista lateral con la colina
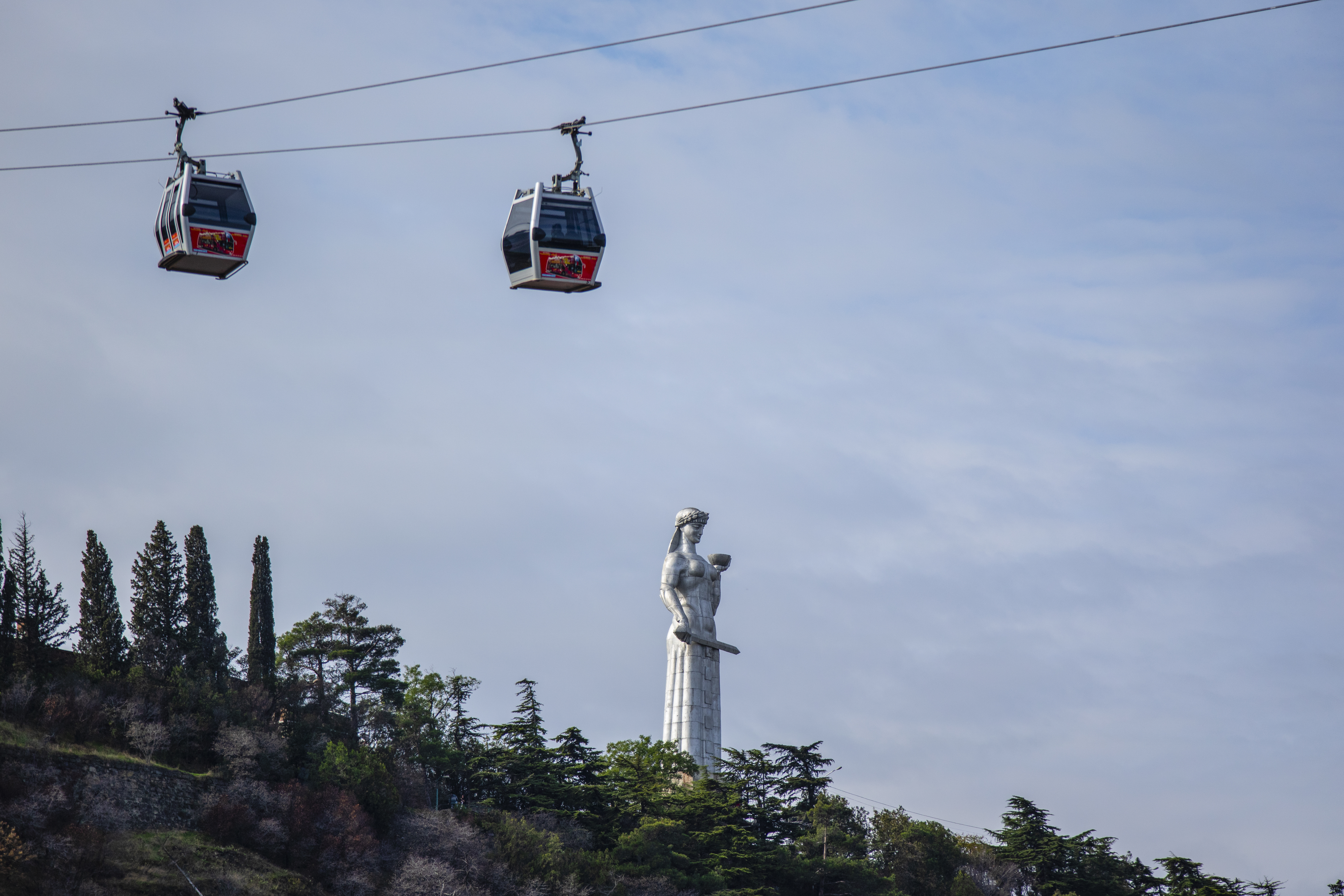
Estatua con teleféricos en primer plano
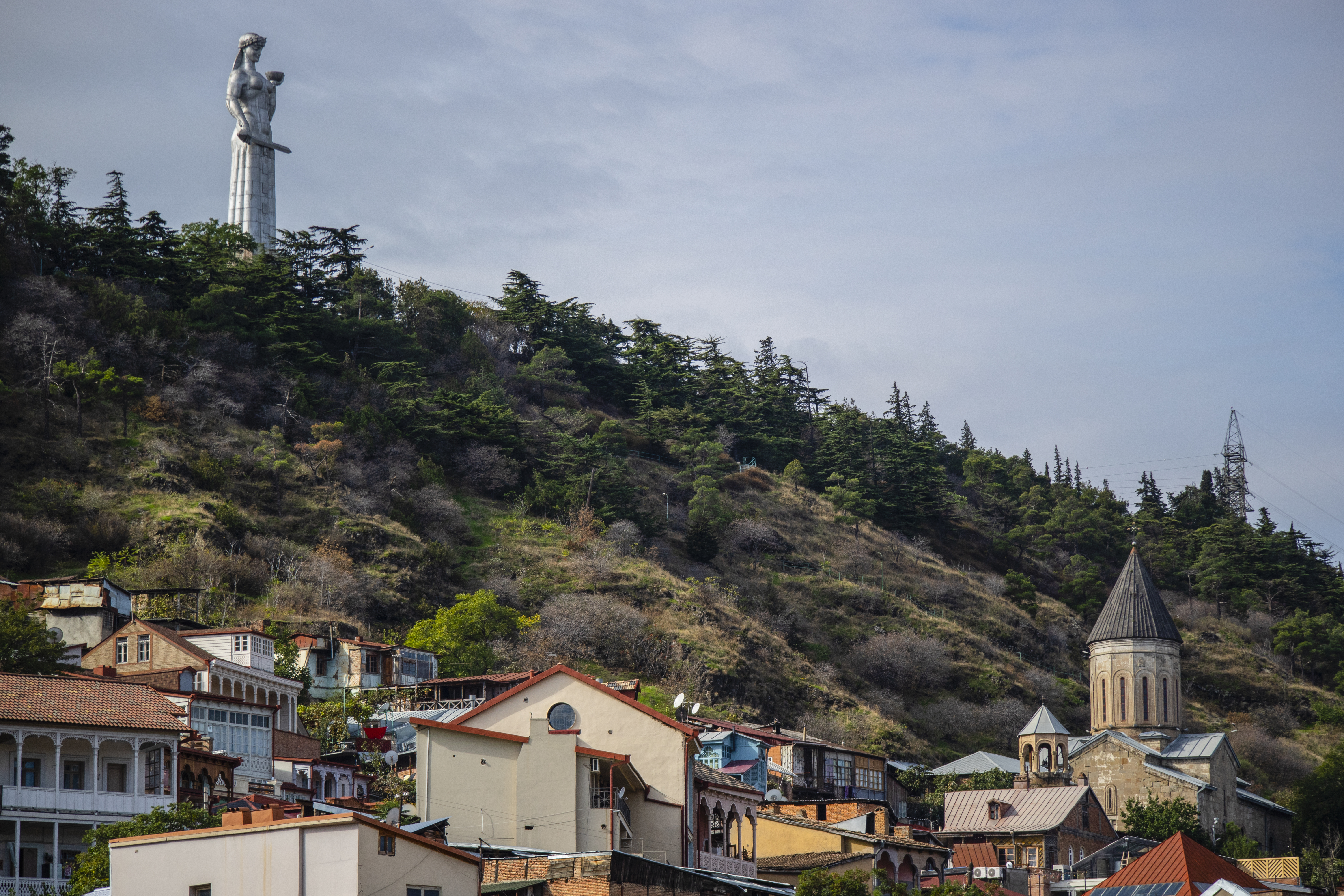
La estatua desde la base de la colina, vista lateral
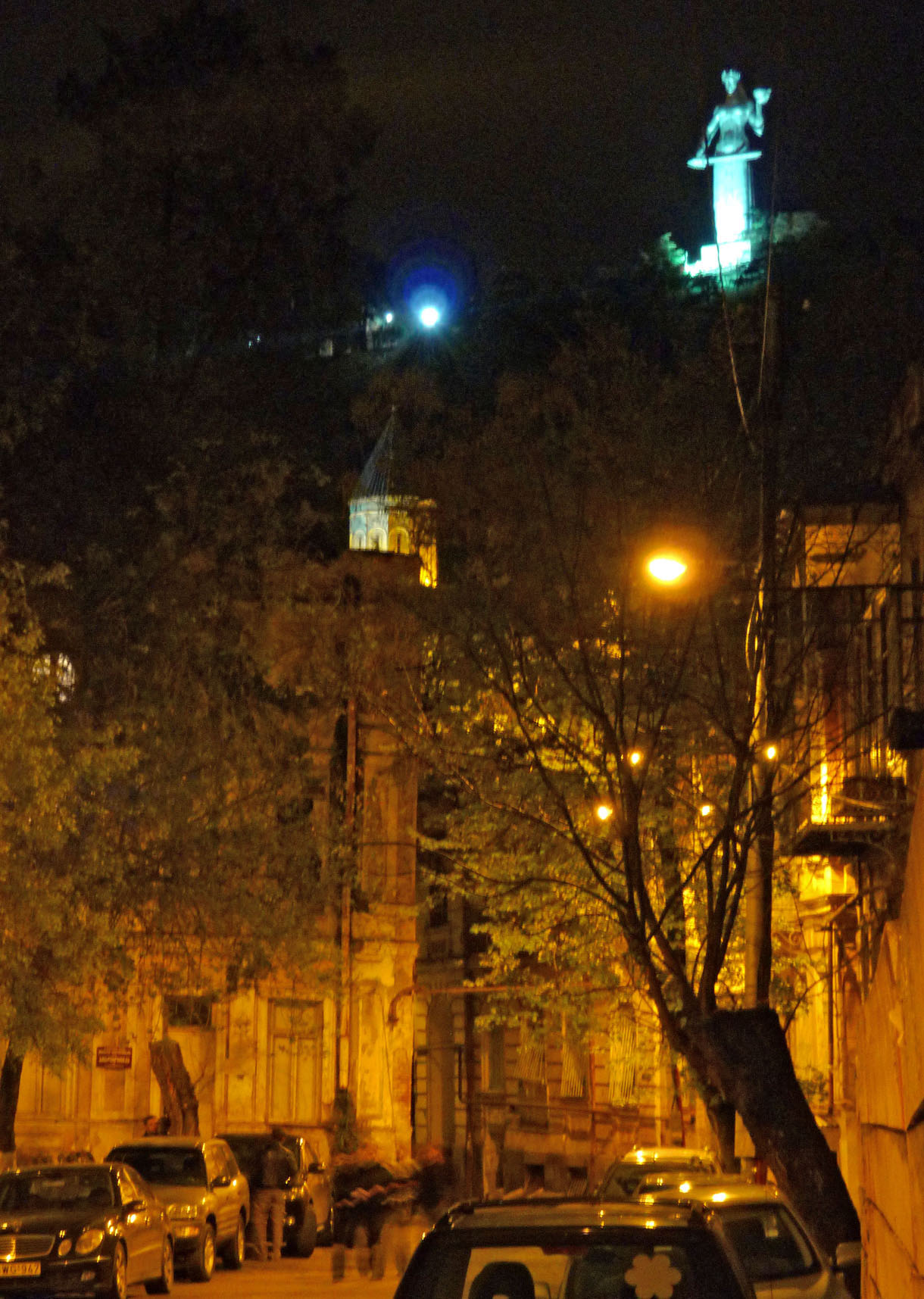
Estatua desde la base de la colina, vista nocturna
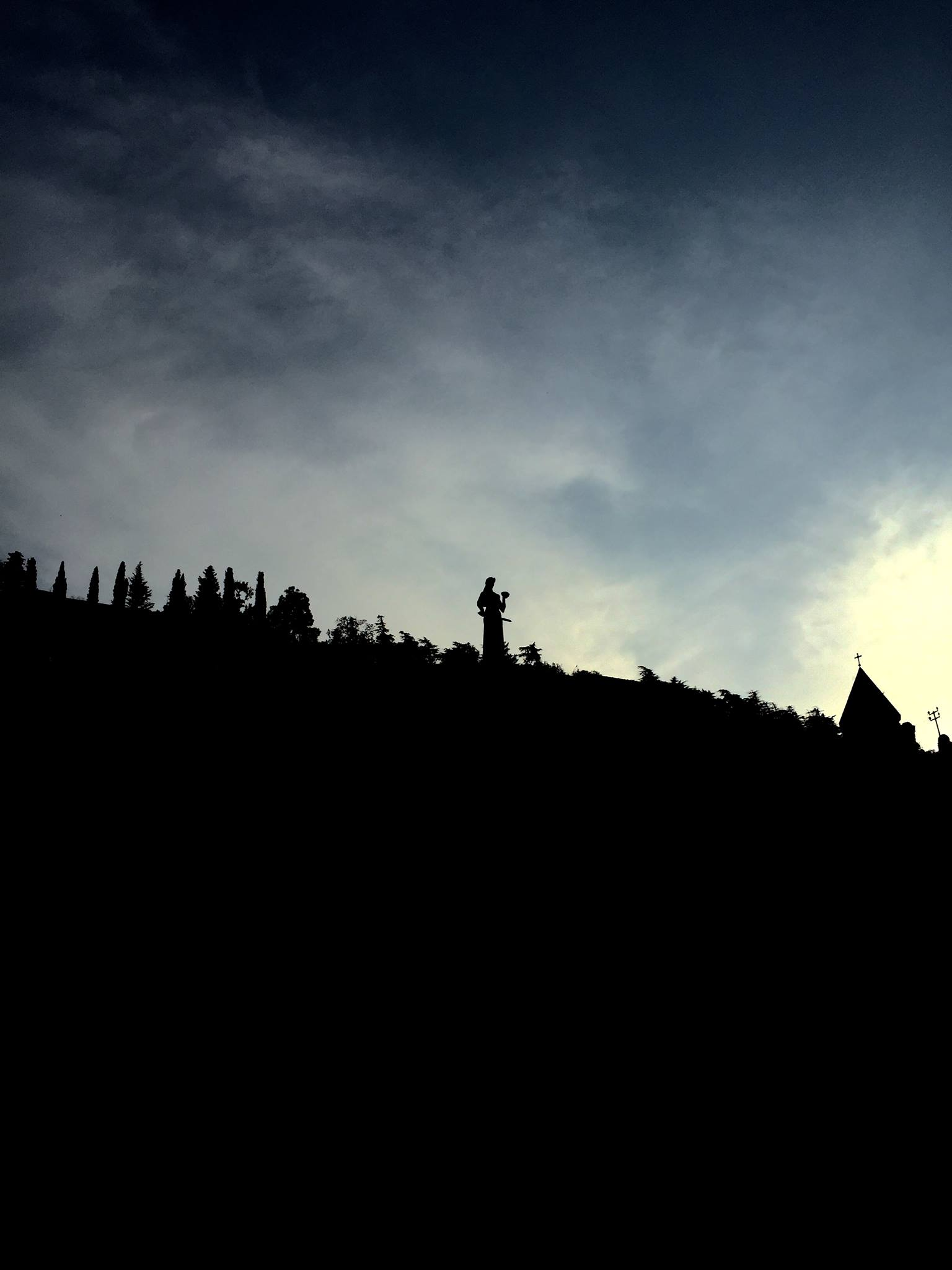
Estatua al anochecer
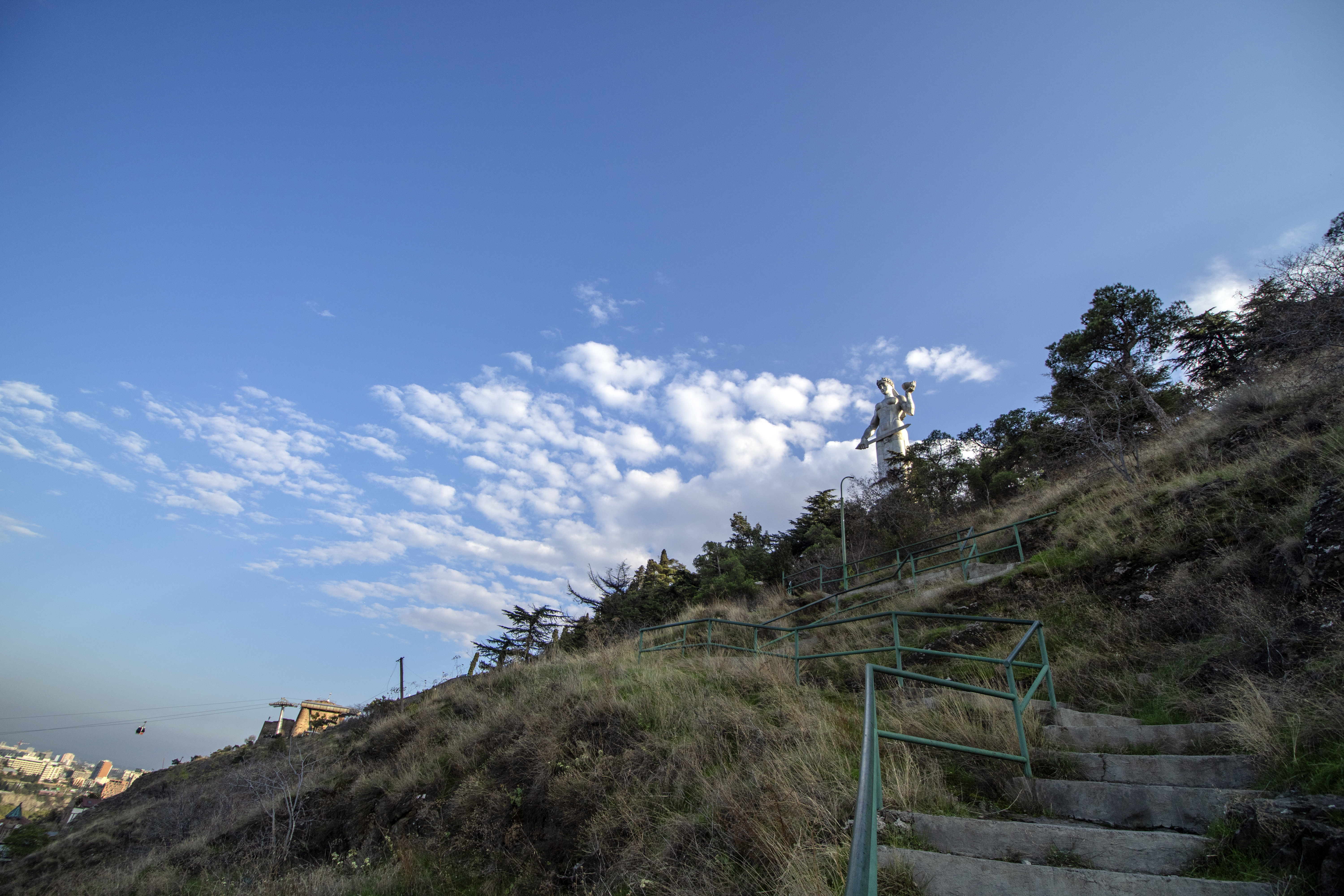
Estatua desde la escalera
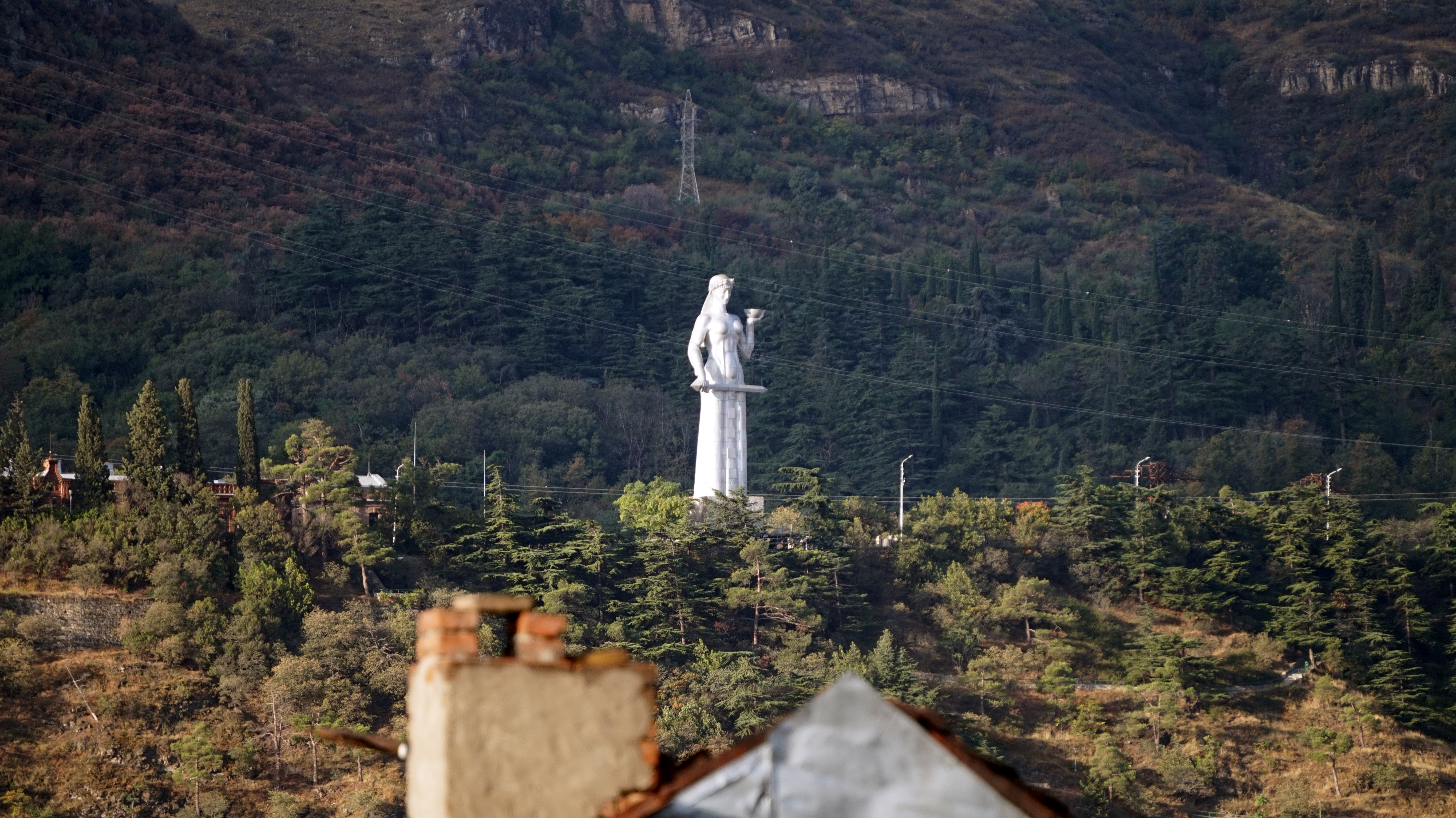
Estatua desde el aire
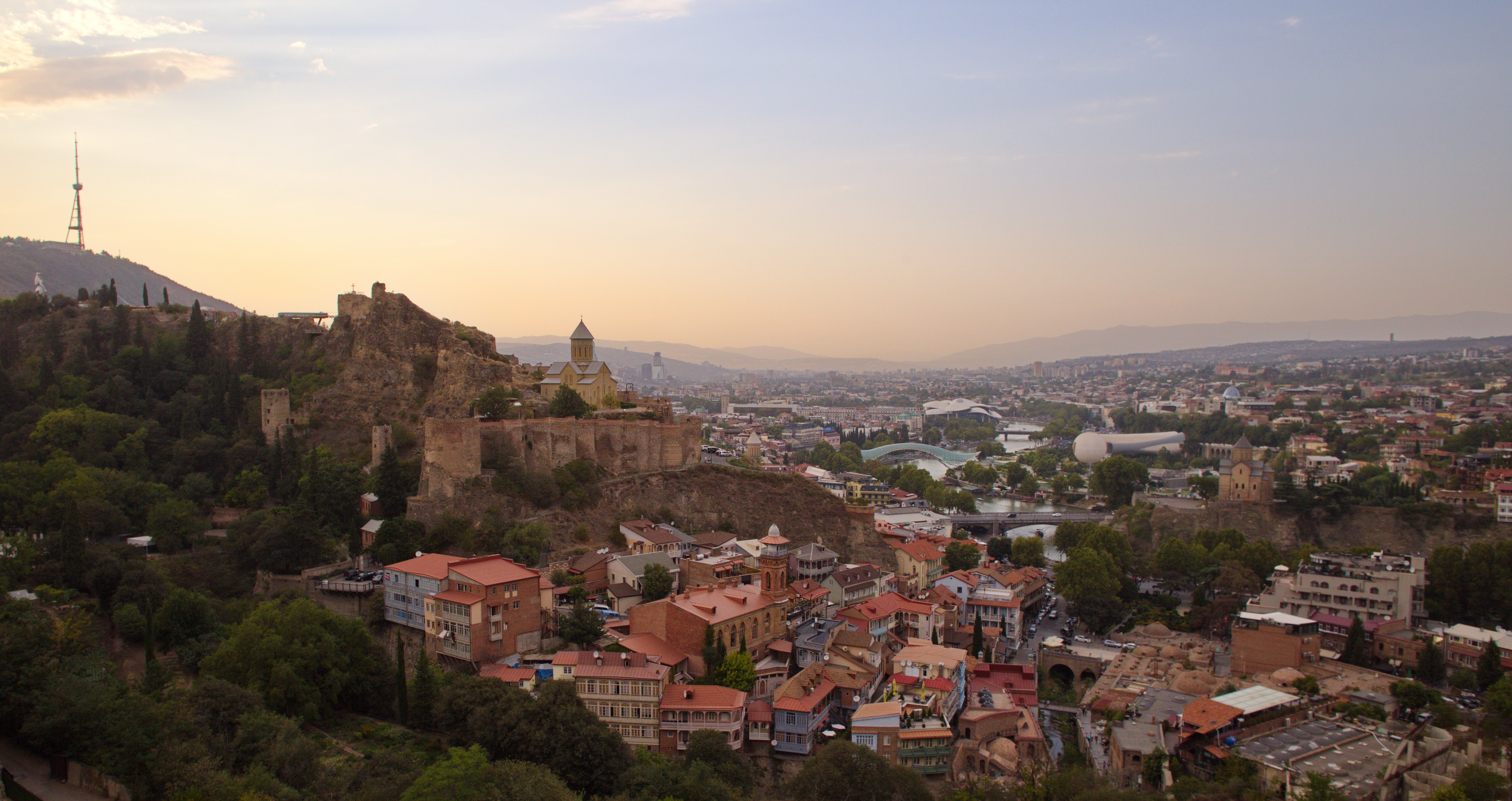
Vista de la estatua (extremo izquierdo) en relación con la ciudad de Tbilisi